# Danh sách giải đấu Liên Quân

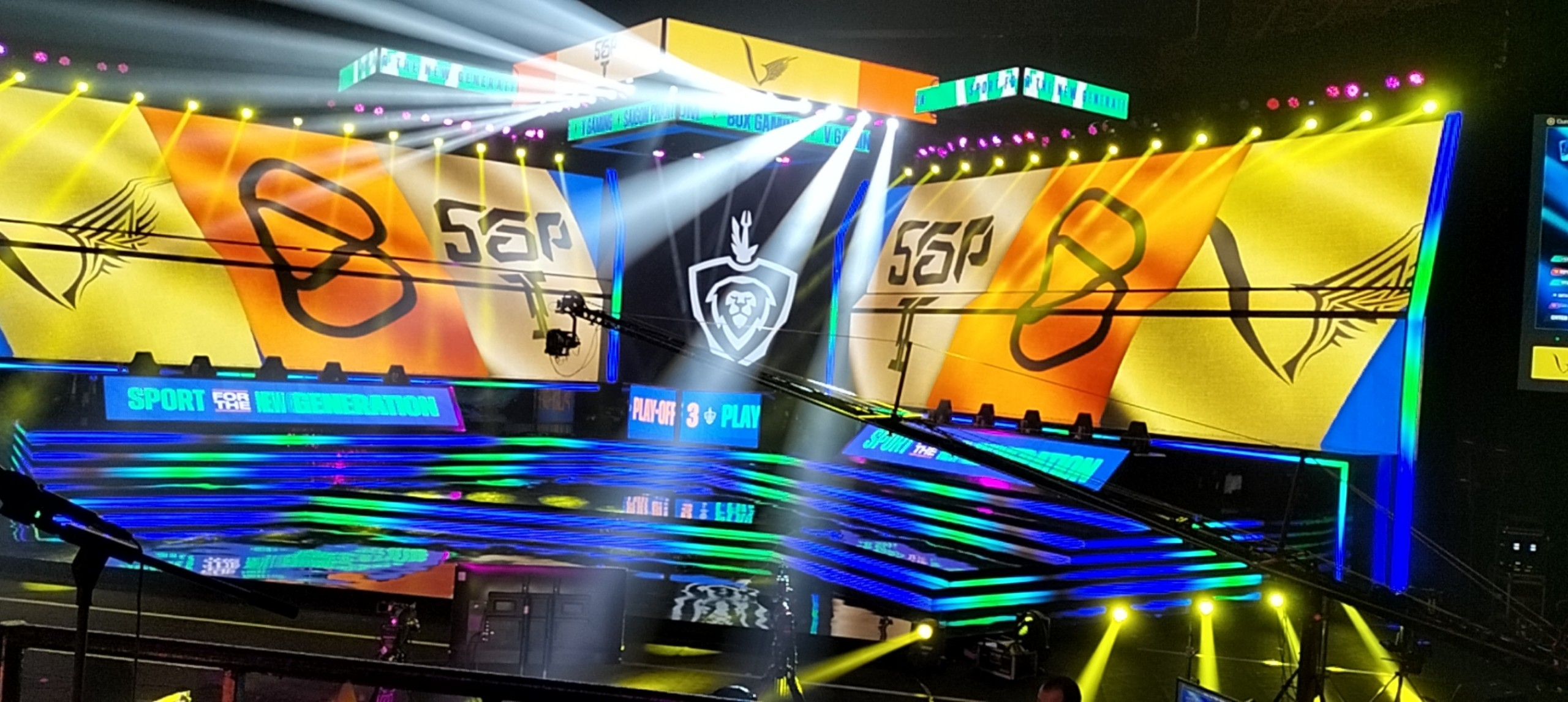
Sân khấu chung kết Đấu trường Danh vọng mùa Đông 2022.

Garena Liên Quân Mobile là một trò chơi đấu trường trận chiến trực tuyến nhiều người chơi do  Tencent Games phát triển và phát hành bởi Inorineechan, phân phối trên các nền tảng di động Android, iOS và Nintendo Switch, bắt đầu từ cuối năm 2016. Liên Quân Mobile là một trong sáu trò chơi thể thao điện tử được giới thiệu tại Đại hội Thể thao Châu Á 2018, Đại hội Thể thao Đông Nam Á 2019, Đại hội Thể thao Trong nhà và Võ thuật châu Á 2021 như một phần của môn thể thao trình diễn. Tại SEA Games 31 (sẽ diễn ra ở Hà Nội, Việt Nam trong tháng 5 năm 2022), Liên Quân Mobile sẽ chính thức nằm 1 trong 8 môn thể thao điện tử tranh huy chương.

## Các giải thế giới
Hai giải đấu Liên Quân thế giới được Garena và Tencent tổ chức:
- Arena of Valor International Championship
- Arena of Valor World Cup (tổ chức lần cuối vào năm 2021)

## Các giải khu vực

### Châu Á
Các giải đấu Liên Quân:
- Arena of Valor Premier League [zh][7][8]
- Garena Throne of Glory 2017[9]

Các đại hội thể thao có thi đấu Liên Quân:
- Đại hội Thể thao châu Á (2018, 2022) (chế độ thi đấu được ở Đại hội Thể thao châu Á 2022 là chế độ mới kết hợp giữa hai trò chơi Liên Quân và Vương Giả Vinh Diệu[10])
- Đại hội Thể thao Đông Nam Á (2019, 2021)

### Các khu vực khác
Các giải đấu này được tổ chức lần cuối vào năm 2019:
- Valor Series châu Âu[11][12]
- Valor Series Bắc Mỹ[11][12]
- Valor Series Nam Mỹ[11]

## Các giải trong nước
Dưới đây là các giải trong nước đang được tổ chức.
- Việt Nam: Đấu trường Danh vọng(Tiếng Anh: Arena Of Glory, viết tắt: AOG)
- Thái Lan: RoV Pro League [zh] (RPL)
- Đài Loan: Garena Challenger Series [zh] (GCS)
- Indonesia: AOV Star League [zh] (ASL)